# Sohrschied

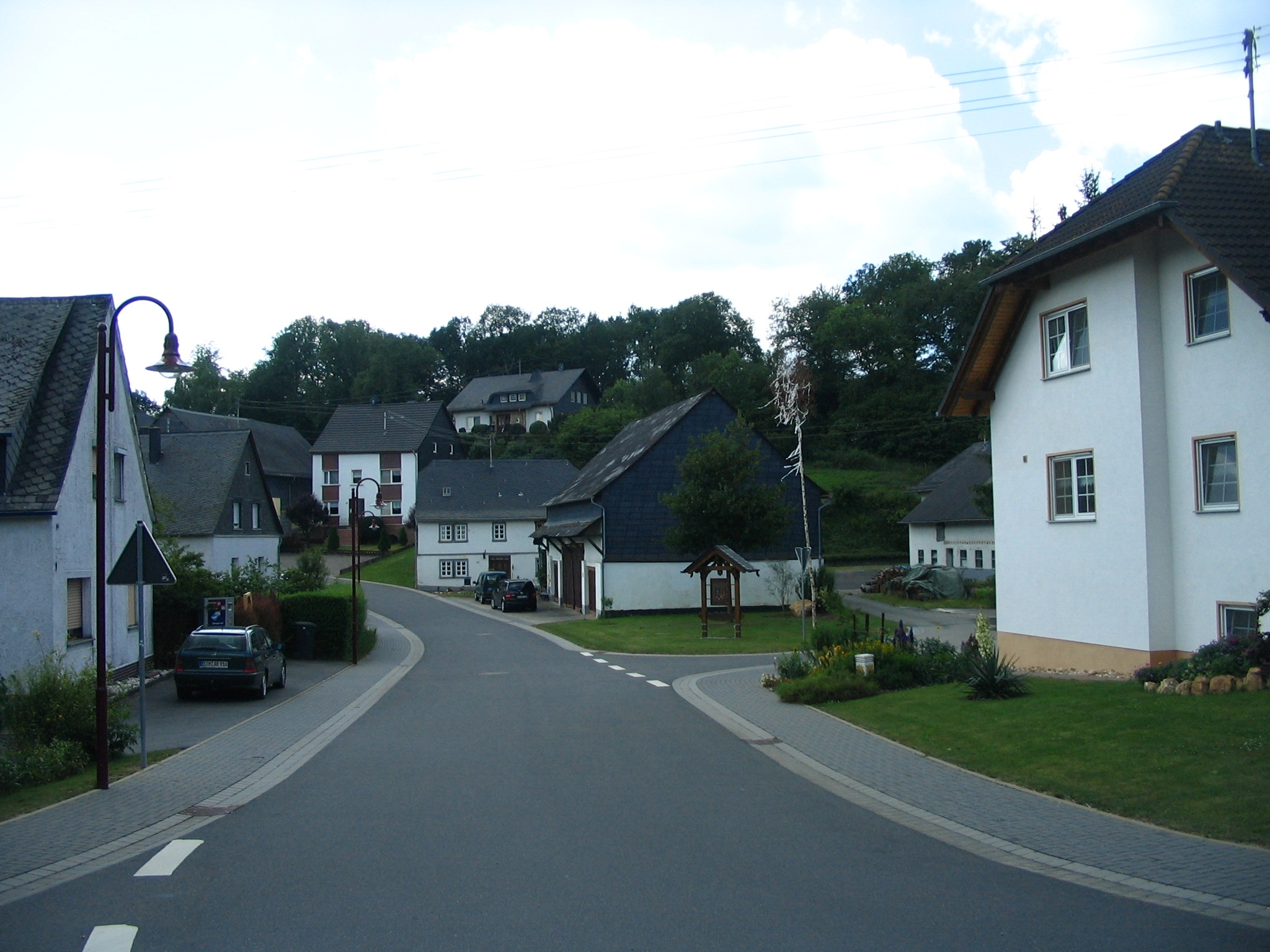
Dorfmitte

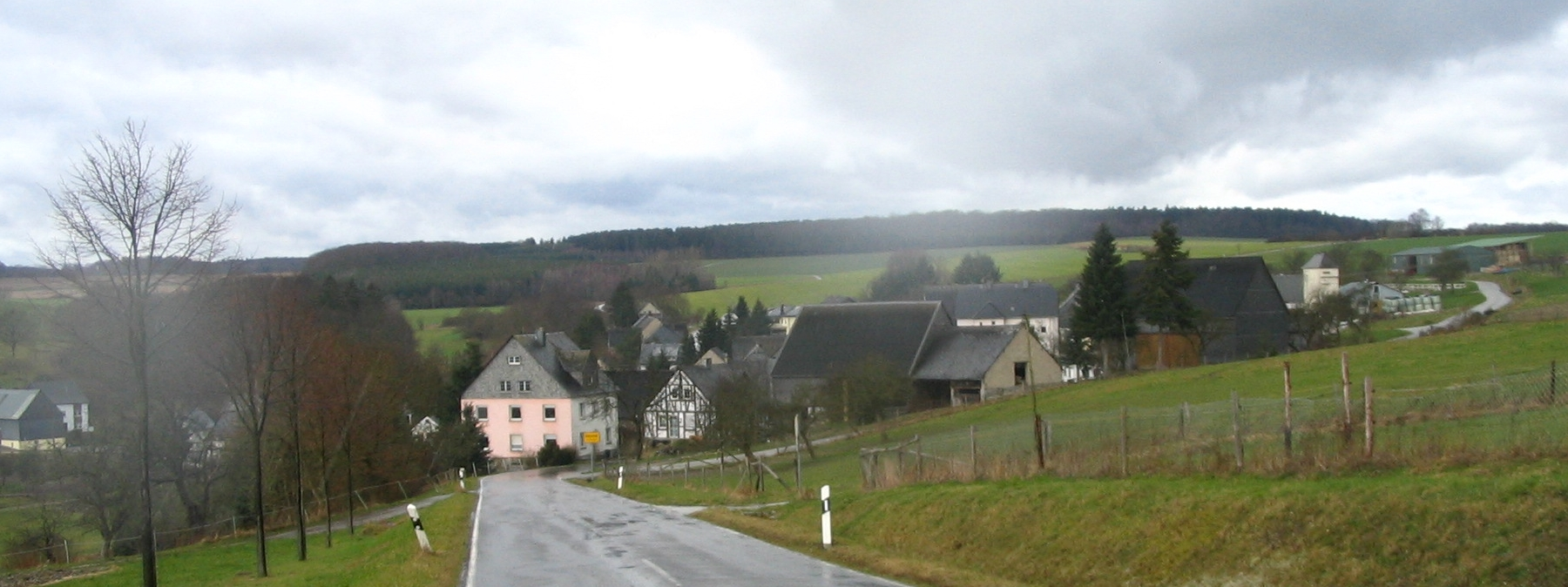
Sohrschied aus östlicher Richtung

Sohrschied ist eine Ortsgemeinde im Rhein-Hunsrück-Kreis in Rheinland-Pfalz. Sie gehört der Verbandsgemeinde Kirchberg (Hunsrück) an.

## Geographie
Sohrschied liegt am Rande des Kyrbachtals beiderseits des Aubachs zentral im Hunsrück.

## Geschichte
Die erste urkundliche Erwähnung erfolgte im Jahre 1428. Der Ort gehörte zum Hochgericht Rhaunen der Wild- und Rheingrafen. Seit dem 16. Jahrhundert stand der Ort unter der Herrschaft der Hinteren Grafschaft Sponheim. Mit der Besetzung des linken Rheinufers 1794 durch französische Revolutionstruppen wurde der Ort französisch, 1815 wurde er auf dem Wiener Kongress dem Königreich Preußen zugeordnet. Nach dem Ersten Weltkrieg zeitweise französisch besetzt, ist der Ort seit 1946 Teil des damals neu gebildeten Landes Rheinland-Pfalz.

## Politik

### Bürgermeister
Ortsbürgermeisterin von Sohrschied ist seit 2019 Sonja Renzler.
Sie ist die Nachfolgerin von Rainer Dreher.

### Wappen
Die Blasonierung lautet: „Gespalten von Blau und Gold durch eine rot-silber geschachte erniedrigte eingeschweifte Spitze, vorn eine silberne heraldische Lilie, hinten ein blaubewehrter und -gezungter roter Löwe in Gold.“
Der Löwe weist auf die ehemalige Zugehörigkeit des Dorfes zum Hochgericht Rhaunen in der Wild- und Rheingrafschaft. Die Lilie nimmt Bezug auf die Kapelle in Sohrschied, die Maria als Patronin hatte. Das rotsilberne Schach deutet auf die Hintere Grafschaft Sponheim, unter deren Einfluss der Ort seit dem 16. Jahrhundert stand.

## Vereine
- Freiwillige Feuerwehr
- Verein Berufliches und Soziales Lernen im Hunsrück

## Nachbarorte
| Laufersweiler | Dill                                        | Dillendorf   |
| Gösenroth     | Kompassrose, die auf Nachbargemeinden zeigt | Hecken       |
| Schwerbach    | Oberkirn                                    | Lindenschied |